# لويس بييثير
لويس بييثير (بالإسبانية: Luis Pellicer) هو لاعب كرة قدم إسباني في مركز الدفاع، ولد في 29 سبتمبر 1931 في سولسونا في إسبانيا، وتوفي في 15 مايو 2018 في مالقة في إسبانيا. لعب مع ريال سبورتينغ خيخون ونادي برشلونة.